# Alessandro Dalla Valle
Alessandro Dalla Valle (ur. 24 września 1971) – włoski żużlowiec.

## Życiorys
Czterokrotny medalista indywidualnych mistrzostw Włoch na żużlu: dwukrotnie srebrny (1997, 2003) oraz dwukrotnie brązowy (1998, 2001). Oprócz tego dwukrotny mistrz w drużynie (2003, 2005) oraz młodzieżowy mistrz Włoch (1994).
Reprezentant kraju na arenie międzynarodowej, m.in. w eliminacjach drużynowego Pucharu Świata oraz indywidualnych mistrzostw świata. Uczestnik półfinału indywidualnych mistrzostw Europy (Terenzano 2002).
Po zakończeniu czynnej kariery sportowej pełnił m.in. obowiązki menedżera reprezentacji Włoch na żużlu.